# Ласанен
Ла́санен (фин. Lasanen) — посёлок в Лахденпохского района Республики Карелия Российской Федерации. Входит в состав Куркиёкского сельского поселения.

## Название
До 1940 года назывался Риеккала.

## География
Расположен на берегу залива Риеккаланлахти в северо-западной части Ладожского озера.

### Уличная сеть
- Дачная улица
- Ленинградская улица
- Озёрная улица

## История
Впервые название Рекала появляется в 1500 году в Новгородской писцовой книге. В Средние века на подходе к поселению существовала система укреплённых городищ[уточнить].

## Население
| 2002 | 2009 | 2010 | 2013 |
| ---- | ---- | ---- | ---- |
| 273  | ↘250 | ↗264 | ↘253 |

### Национальный и гендерный состав
Согласно результатам переписи 2002 года, в национальной структуре населения русские составляли 89 % из от общей численности в 273 человек Гендерный состав на 2002 год — 125 мужчины, 148 женщин.

## Инфраструктура
Личное подсобное хозяйство с зоной сельскохозяйственного использования, индивидуальная застройка усадебного типа.
Фельдшерско-акушерский пункт.

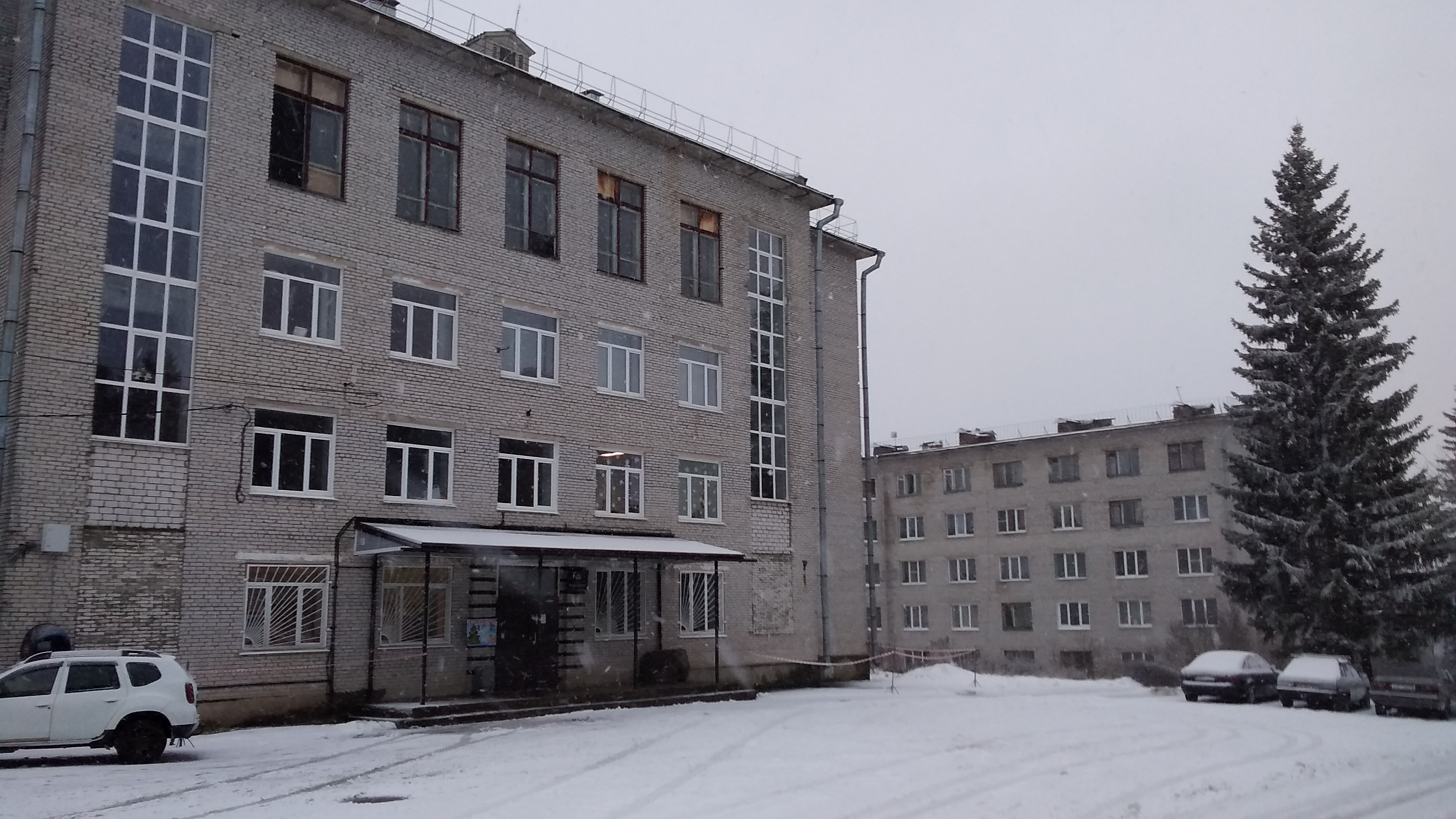
Корпуса филиала концерна «Океанприбор» в посёлке Ласанен

Турбазы, дома отдыха, дачи. Филиал концерна «Океанприбор».

## Транспорт
Через посёлок проходит автодорога Приозерск — Сортавала.
Автобусное сообщение с райцентром. Остановка общественного транспорта «Ласанен».
Есть причал на заливе.